# 1668 Ганна
1668 Ганна (1668 Hanna) — астероїд головного поясу, відкритий 24 липня 1933 року.
Тіссеранів параметр щодо Юпітера — 3,283.